# Canções de Ary dos Santos
Canções de Ary dos Santos, lançado a 9 de Novembro de 2009 e produzido por Renato Jr., é um álbum que recorda a obra de Ary dos Santos, 25 anos após a sua morte.
Com 11 canções compostas por Fernando Tordo, Nuno Nazareth Fernandes e Tózé Brito, surgem a dar voz às letras originais de Ary dos Santos Mafalda Arnauth, Susana Félix, Viviane e Luanda Cozetti sob o nome Rua da Saudade.
| Críticas profissionais                                                      | Críticas profissionais |
| Avaliações da crítica                                                       | Avaliações da crítica  |
| Fonte                                                                       | Avaliação              |
| --------------------------------------------------------------------------- | ---------------------- |
| Disco Digital                                                               | (sem nota)             |
| Esta tabela precisa de ser acompanhada por texto em prosa. Consulte o guia. |                        |

## Alinhamento
1. Café  (Susana Félix/Viviane)                    - (Ary dos Santos/ Tordo)
2. Cai Cai (Susana Félix)                              - (Ary dos Santos/ Tordo)
3. Canção de Madrugar (Susana Félix)        - (Ary dos Santos/ Tordo)
4. Canção do Tempo (Luanda Cozetti/Mafalda Arnauth) - (Ary dos Santos/ Tordo)
5. Cavalo à Solta  (Viviane)                          - (Ary dos Santos/ Tordo)
6. Dizer Que Sim à Vida (Luanda Cozetti)   - (Ary dos Santos/ Tordo)
7. Estrela da Tarde (Mafalda Arnauth)         - (Ary dos Santos/ Tordo)
8. Kirie (Mafalda Arnauth)                             - (Ary dos Santos/ Tordo)
9. Quando um Homem Quiser (Viviane)       - (Ary dos Santos/ Tordo)
10. Retalhos (Luanda Cozetti)                        - (Ary dos Santos/ Brito)
11. Rock Chock (Susana Félix/Mafalda Arnauth/Viviane/Luanda Cozetti) - (Ary dos Santos/ Tordo)